# Serica sigipinensis
Serica sigipinensis är en skalbaggsart som beskrevs av Ahrens 2009. Serica sigipinensis ingår i släktet Serica och familjen Melolonthidae. Inga underarter finns listade i Catalogue of Life.